# Elis Benckert
Elis Benckert, född 27 september 1881 i Stockholm, död 31 december 1912 i Stockholm, var en svensk arkitekt och möbelformgivare i nyklassicismens stilideal.

## Utbildning
Elis Benckert ville egentligen bli snickare och hade praktiserat i ett halvt år hos sin farbror Carl Herman Benckert Jr som var möbelsnickare, varefter följde studier 1900-1904 vid Kungliga Tekniska Högskolan i Stockholm och sedan arbete på en spansk kakelfabrik. Benckert hade haft Isak Gustaf Clason som lärare och arbetat en tid på Ragnar Östbergs kontor. Han hade på så sätt skaffat sig gedigna kunskaper om hantverk, material och arkitektur. Insikter, som skulle visa sig i hans fåtaliga verk, vilka präglades av äkthet, svenskhet och särskilt enkelhet. 
Benckerts arbetsmetod var att successivt förenkla huset, så att det slutliga resultatet blev fritt från onödiga utsmyckningar och därmed så rent och avskalat som möjligt. Han menade att all verklig uttrycksfullhet fordrade sparsamhet på effekterna och i denna del funnit inspiration hos Ragnar Östberg, Carl Westman och Lars Israel Wahlman.

## Liv och verk

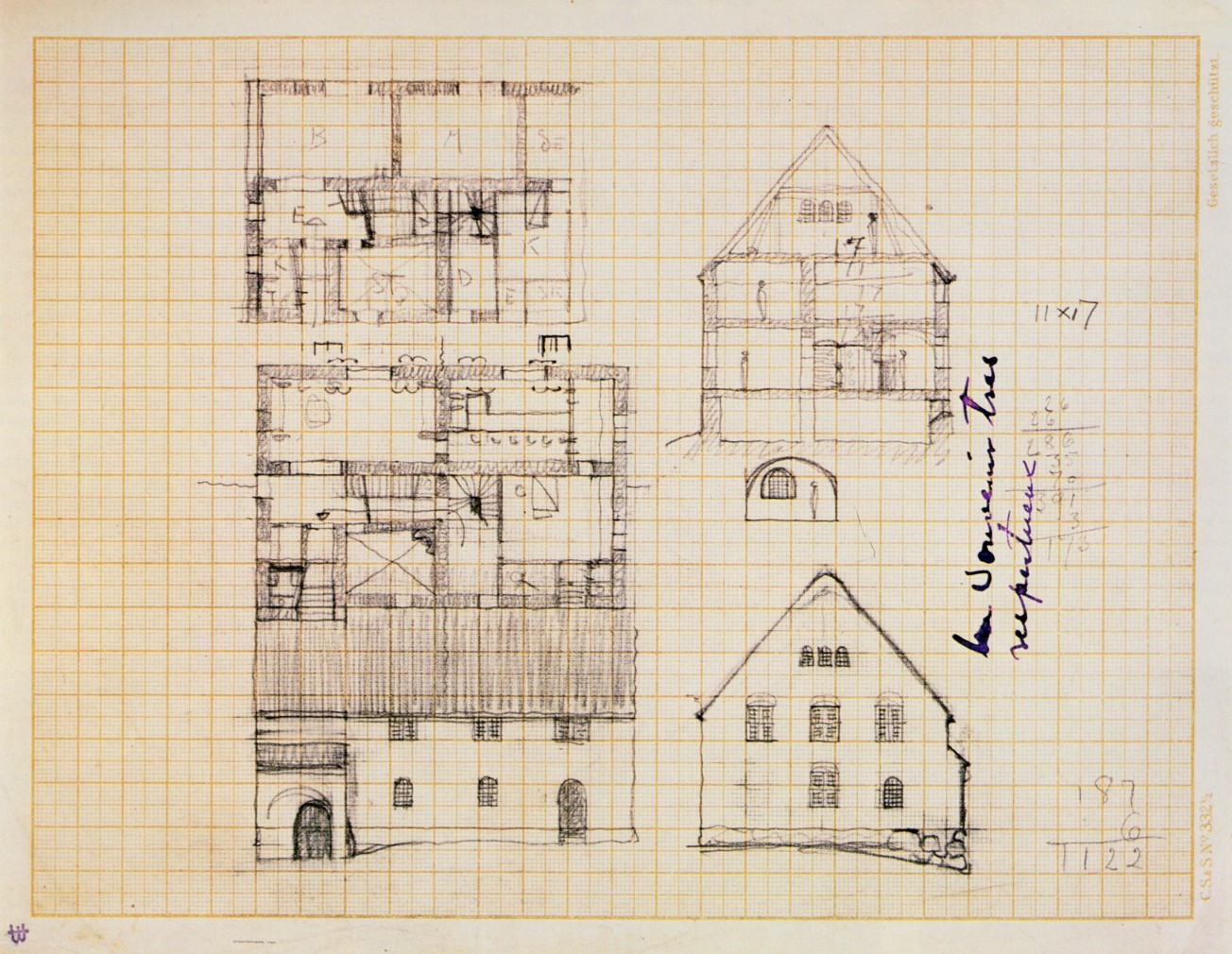
Villa Lagercrantz 1910, Benckerts skiss.

Elis Benckert hade en kort arkitektbana och dog tidigt. Sina uppdragsgivare fann han främst i den finansvärld, som han genom sin uppväxt stod nära. Ett exempel för Benckerts stilenkelhet var Villa Lagercrantz på Djursholm, som bankdirektören Gustaf Lagercrantz, en kusin till Benckert, lät bygga för sig och sin familj och i vilken även möblerna i några rum hade ritats av arkitekten. 
Enkelheten var för Benckert ytterst viktigt, men inte fattigdomens enkelhet. Själv skrev han: "...Jag menar ej blott fattigdomens enkelhet, utan den goda smakens, något man lättare finner på ett slott i Bretagne än i en skärgårdsvilla vid Stockholm.".
Han formulerade tre för honom absoluta krav på arkitekturen:
- Använd aldrig anspråksfullare former än ändamålet fordrar.
- Använd aldrig dyrbarare material än som behövs konstnärligt och praktiskt.
- Bearbeta ej materialet längre än det tål och formens karaktär fordrar.

Här var Benckert före sin tid, man kan ana vissa funktionalistiska stilidéer och formuleringen "less is more", som präglades av Ludwig Mies van der Rohe betydligt senare, hade han säkert gillat.
Elis Benckert var även en skicklig och framstående möbelformgivare. Ragnar Östberg gav honom uppdraget att inreda Stockholms stadshus, men det blev aldrig så. Nyårsnatten mellan 1912/1913 tog han sitt liv, 31 år gammal.

## Verk i urval
- Villa Lagercrantz, Djursholm (1905-1910)
- Lundbohmsgården, Kiruna (tillbyggnad)
- Villa Ragnar Thiel, Saltsjö Duvnäs (1910-1912)
- "Borgen" i Skuru, Stockholms skärgård, ombyggnad (1911)
- Norrgården på Ängö, Stockholms skärgård (1912)
- Utställning i Arvika, utställningsbyggnader (1911)

### Bilder, verk i urval

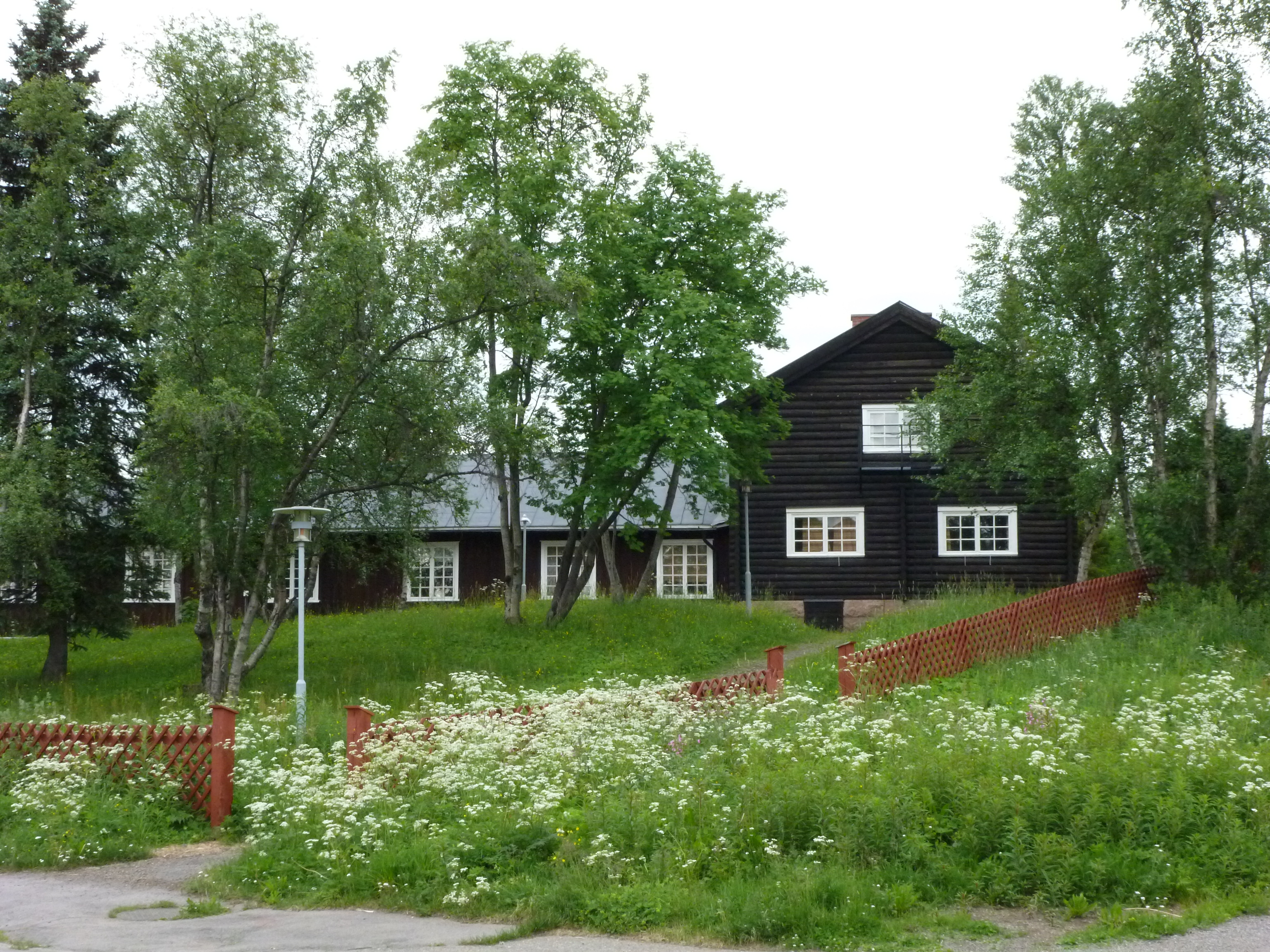
Lundbohmsgården, Kiruna (tillbyggnad)
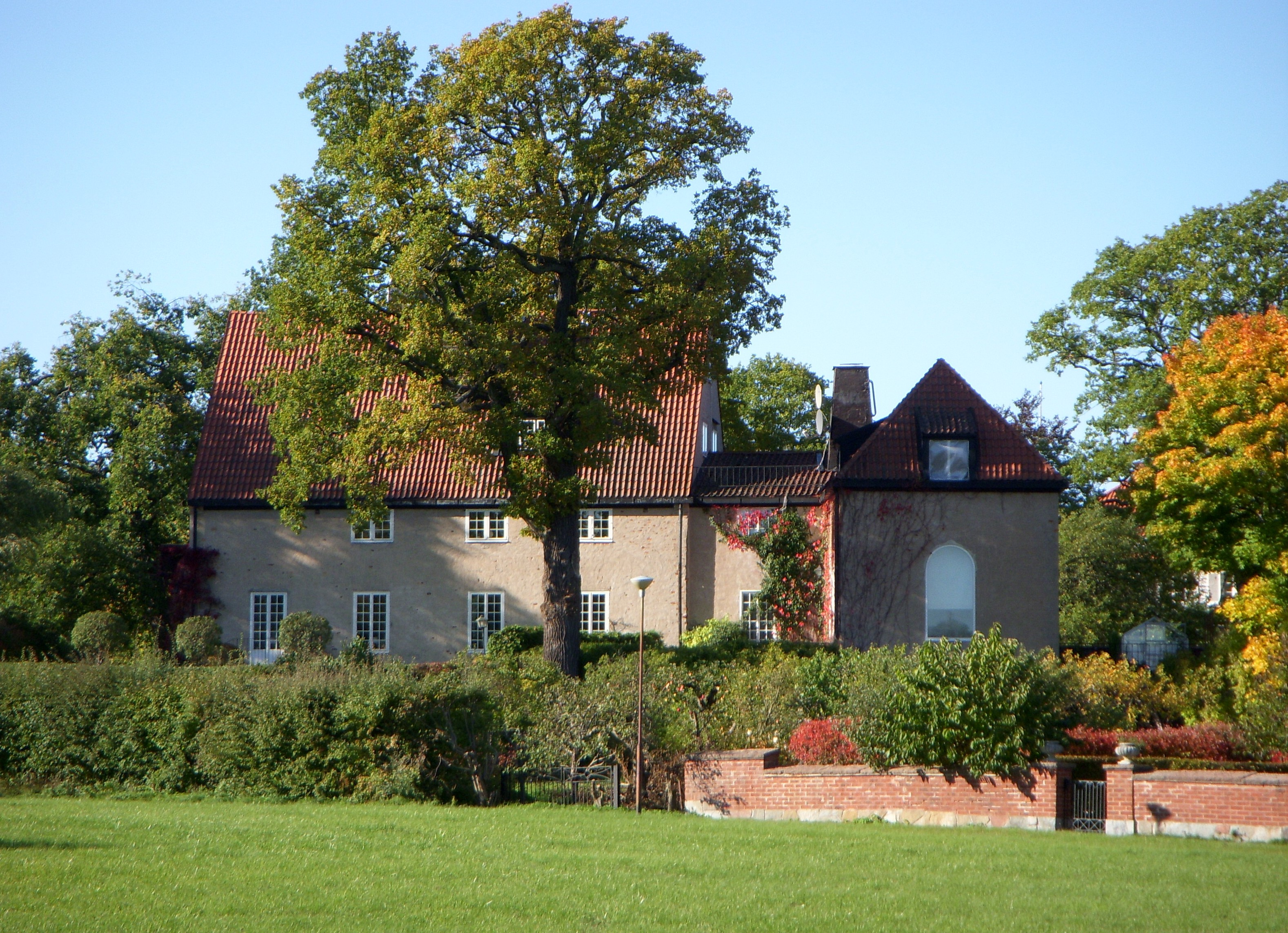
Villa Lagerkrantz, Djursholm
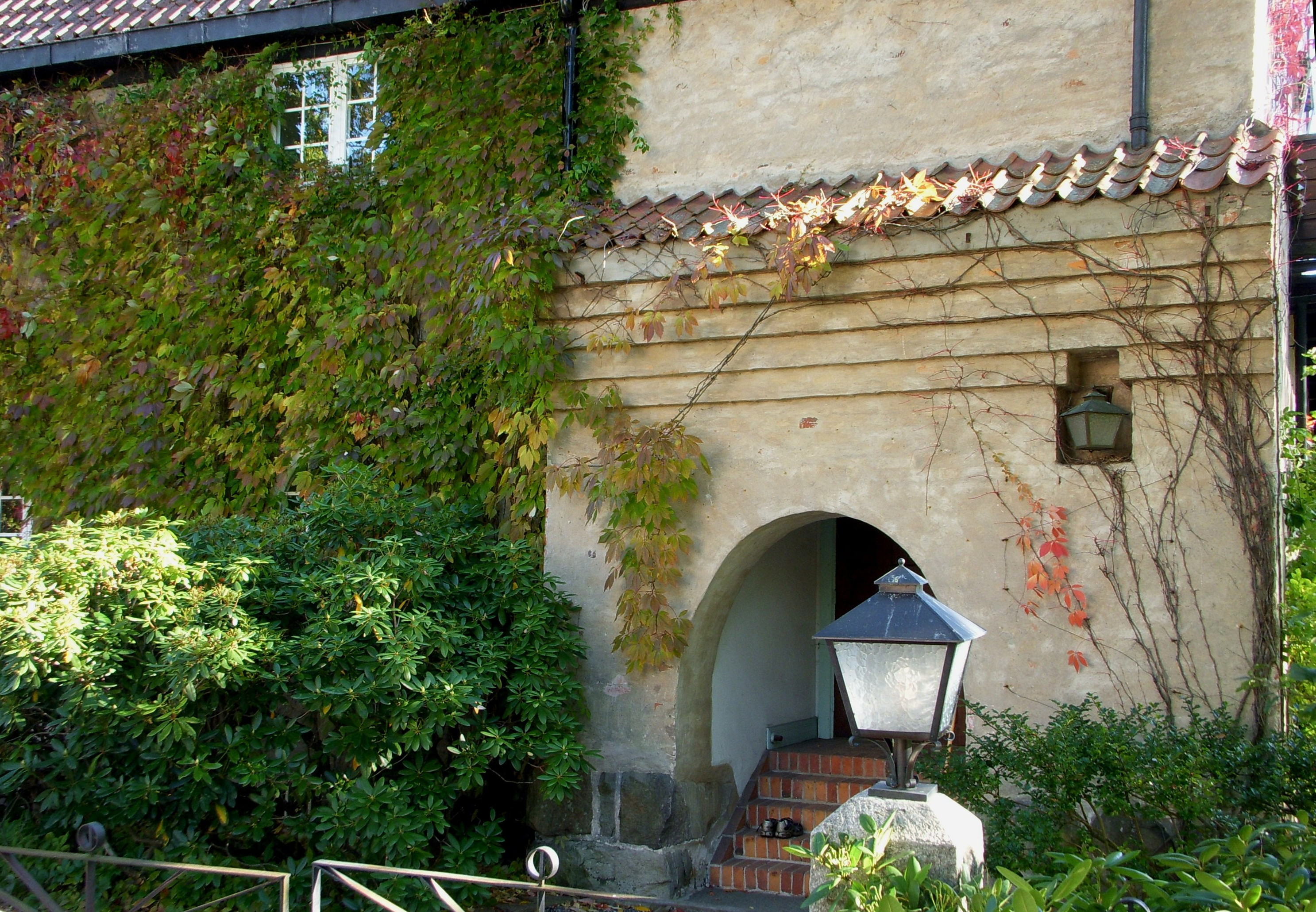
Villa Lagerkrantz, fasaddetalj
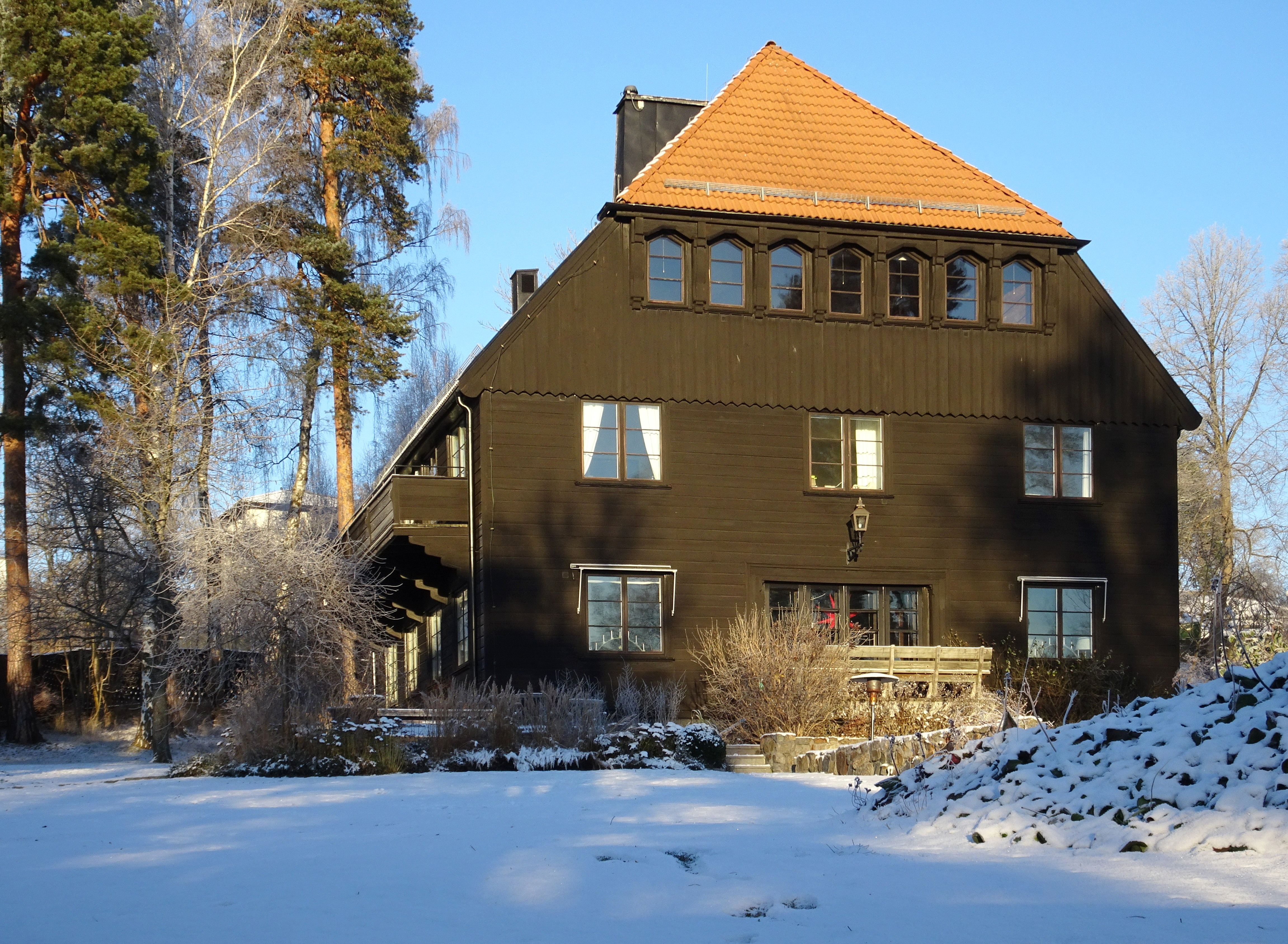
Villa Ragnar Thiel, Saltsjö-Duvnäs